# DarkOrbit
DarkOrbit è un gioco online MMO creato dalla Bigpoint; è stato aperto l'11 dicembre 2006. Il gioco dà la possibilità di navigare lo spazio con una delle tante astronavi presenti e affrontare alieni (guidati dal computer) e centinaia di altri giocatori.

## Ditte
L'universo di Darkorbit è composto da 3 ditte: MMO (Mars Mining Operations), EIC (Earth Industries Corporation) e VRU (Venus Resources Unlimited); si contraddistinguono per i loro temi rispettivamente rosso (MMO), blu (EIC) e verde (VRU). I giocatori delle tre ditte sono costantemente in lotta fra loro, ma è anche possibile sotto certi aspetti costituire delle alleanze. All'inizio del gioco si dovrà scegliere quella a cui si vuole appartenere ma è possibile anche cambiarla in seguito, subendo alcune penalità, ovvero, l'onore accumulato verrà dimezzato e si pagheranno 5.000 uridium.

## Mappe
Darkorbit ha complessivamente 32 mappe di dimensioni differenti e raggiungibili tramite dei portali di lancio.
Ogni mappa è caratterizzata per la presenza di alieni diversi e mano a mano più forti e difficili da sconfiggere.
Le mappe presenti nel gioco sono:
Le mappe "basse" cioè le prime a cui si avrà accesso e in cui è presente la prima la stazione spaziale di ogni ditta.
Generalmente parlando, grazie ai portali è possibile l'esplorazione e il raggiungimento di altre mappe. Il riconoscimento di queste avviene grazie ad una serie di due numeri X-Y di cui la 'X' rappresenta l'appartenenza ad una ditta (X=1, MMO; X=2, EIC; X=3, VRU; X=5, Mappe Pirata) escludendo le 4-Y, che indicano le mappe PvP. Secondo uno schema crescente, la 'Y' indica più o meno il livello e la difficoltà della mappa. Infine, ogni ditta ha una propria base sia in X-1 sia in X-8.
Vi sono poi 5 mappe PvP, dalle quali non si può scappare finché non si è finito un combattimento, e sono la 4-1 (della ditta MMO), la 4-2 (della ditta EIC) e la 4-3 (della ditta VRU); la mappa PvP per eccellenza è la 4-4, di appartenenza neutra. È anche una delle mappe più ampie del gioco e spesso vi si svolgono eventi speciali. Infine la 4-5 è l'unica delle mappe PvP in cui sono presenti anche alieni.
Infine vi sono le mappe dette "pirata". Queste non appartengono a nessuna ditta e vi è una base sola per tutte e 3 le ditte; sono raggiungibili esclusivamente dalla mappa 4-5. Le mappe sono:
5-1: (la prima mappa raggiungibile dalla 4-5) 
5-2: qui è situata la base di battaglia pirata ed è proprio questo l'unico posto dove si può vendere il Palladium una materia prima che si trova solo in mappe pirata accumulabile e convertibile in energie extra (utilizzabili nel materializzatore Galaxy Gate per aprire portali e ricevere ricompense)
5-3: qui si trova un ampio giacimento di Palladium e la Battleray, alieno simbolo dei pirati..
Prima della creazione delle mappe pirata gli alieni che vi sono, (Interceptor, Barracuda, Saboteur, Annihilator e Battleray) navigavano nella mappa 4-5. 
Esiste poi una mappa "segreta", raggiungibile dalla mappa 4-5, denominata semplicemente "???", le possibilità di accedervi sono determinate in modo casuale con probabilità molto basse. 

## Alieni
Gli alieni presenti in Darkorbit sono: 
ALIENO e MAPPA IN CUI SI TROVA
° Streuner* x-1 x-2 Boss x-2 4-5 Uber 4-5
° Lordakia* x-2 x-3 x-4 Boss x-2 4-5 Uber 4-5
° Saimon* x-3 x-4 Boss x-3 x-4 4-5 Uber 4-5
° Mordon* x-3 x-4 Boss x-3 x-4 4-5 Uber 4-5
° Devolarium* x-3 Boss x-3 4-5 Uber 4-5
° Sibelon* x-4 Boss x-4 4-5 Uber 4-5
° Sibelonit* x-5 Boss x-5 4-5 Uber 4-5
° Lordakium* x-5 Boss x-5 4-5 Uber 4-5
° Kristallin* x-6 x-7 Boss x-6 x-7 4-5 Uber 4-5
° Kristallon* x-6 x-7 Boss x-7 4-5 Uber 4-5
° Protegit x-6
° Cubikon x-6
° StreuneR* x-8 Boss x-8 4-5 Uber 4-5
° Interceptor 5-x
° Barracuda 5-x
° Saboteur 5-x
° Annihilator 5-x
° Battleray 5-3.
E in più abbiamo
° Icy**
° Ice Meteorid**
° Super Ice Meteorid**
° Minion**
° Hitac 2.0**
° Disguidor**.
Talvolta capita che questi alieni ti attacchino da dietro con raggi fotonici ed in quel caso la tua navicella non potrà provare altro che un dolore lancinante.
- - Questi alieni si trovano solo in determinati eventi pubblicati esclusivamente dalla BigPoint in determinati periodi, per cui non si trovano, se non nell'evento.